# Dirona aurantia
Dirona aurantia är en snäckart som beskrevs av Hurst 1966. Dirona aurantia ingår i släktet Dirona och familjen Dironidae. Inga underarter finns listade i Catalogue of Life.